# Ecomuseum
Ecomusea zijn ontstaan in Frankrijk. De term "eco" is een verkorte vorm voor "ecologie", maar het verwijst vooral naar een nieuw idee van holistische interpretatie van cultureel erfgoed, in tegenstelling tot de nadruk op specifieke objecten, uitgevoerd door de traditionele musea.

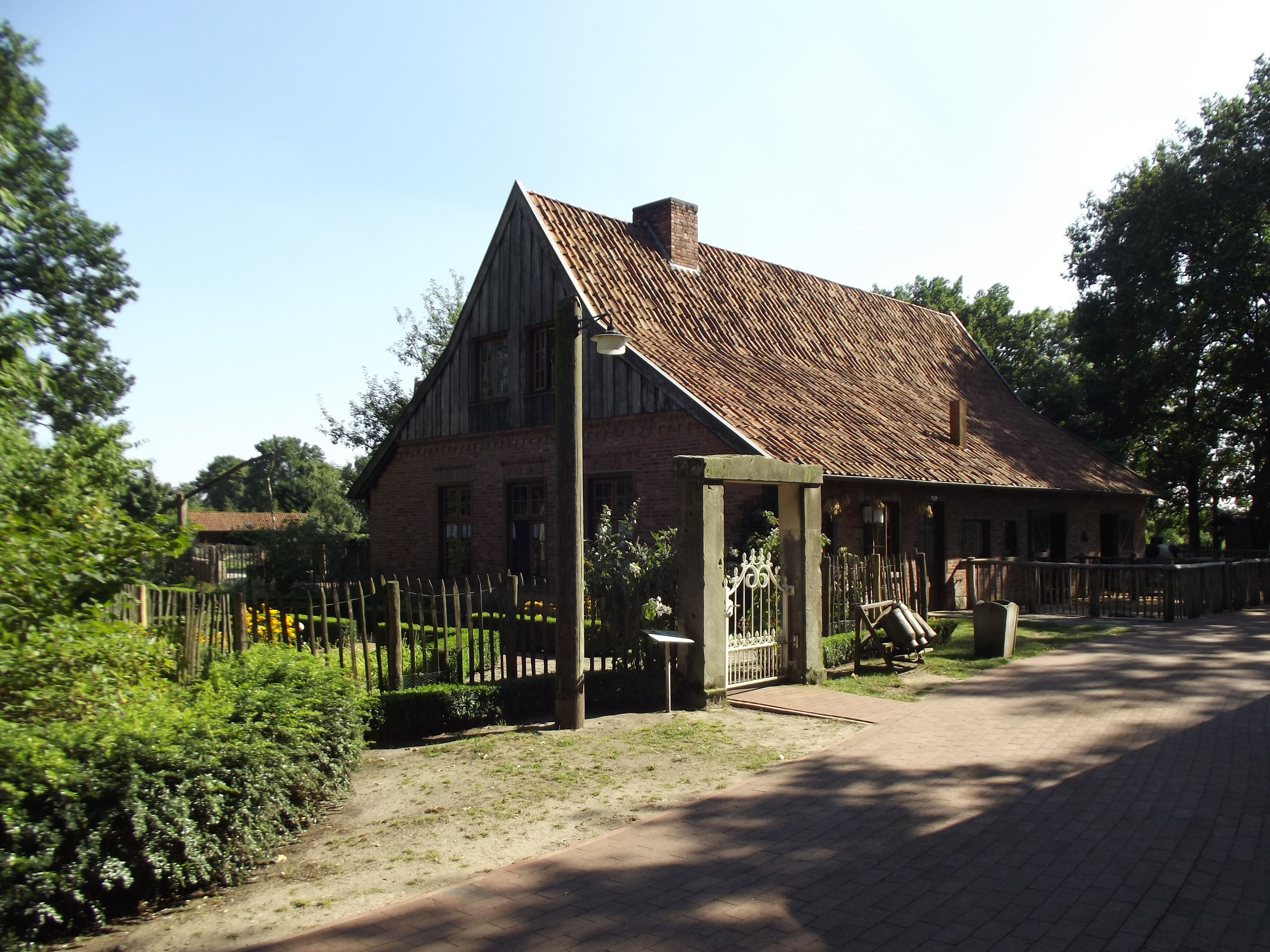
Vechtehof, Nordhorn, Duitsland

## Herkomst
Het concept werd ontwikkeld door Georges Henri Rivière en Hugues de Varine, die de term 'ecomusée' in 1971 bedacht.

## Functie van een ecomuseum
Een ecomuseum is een museum gericht op de identiteit van een plaats, grotendeels op basis van de lokale participatie en gericht op het welzijn en de ontwikkeling van lokale gemeenschappen te verbeteren.

## Verspreiding
Er zijn momenteel ongeveer 300 operationele ecomusea in de wereld, ongeveer 200 hiervan bevinden zich in Europa, vooral in Frankrijk, Italië, Spanje en Polen.